# Abu Ishaq Ibrahim I.
Abu Ishaq Ibrahim I. (arabisch أبو إسحاق إبراهيم, DMG Abū Isḥāq Ibrāhīm; † 1283) war Kalif der Hafsiden in Ifrīqiya (1279–1283).
Während der unter Yahya II. al-Wathiq (1277–1279) ausbrechenden Machtkämpfe gelang Abu Ishaq Ibrahim I. 1279 der Sturz seines Vaters. Im Gegensatz zu den anderen Hafsiden führte er nur den Titel eines Emirs und beanspruchte nicht das Kalifat für sich. Als 1283 in Constantine ein Aufstand ausbrach, konnte Ibrahim I. diesen unterdrücken und auch bei Collo gelandete Truppen aus Aragon zurückschlagen. Er wurde aber während seiner Abwesenheit in Tunis durch seinen Sohn Abd al-Aziz I. (1283) gestürzt, der nun seinerseits von dem Usurpator Ibn Abi Umara vertrieben wurde. Als Ibrahim gegen den Usurpator vorgehen wollte, wurde er von diesem besiegt, gefangen genommen und hingerichtet.